# Mindestgrundsätze der Vereinten Nationen für die Behandlung der Gefangenen (Nelson-Mandela-Regeln)
Die Mindestgrundsätze der Vereinten Nationen für die Behandlung der Gefangenen (Nelson-Mandela-Regeln) (englisch Standard Minimum Rules for the Treatment of Prisoners (the Nelson Mandela Rules)) wurden von der Generalversammlung der United Nations General Assembly vom 17. Dezember 2015 angenommen und verabschiedet (Resolution 70/175).
Sie tragen den Namenszusatz zu Ehren des ehemaligen südafrikanischen Präsidenten Nelson Mandela.
Sie gehen auf das Jahr 1955 zurück.